# Ultratop 50 Singles (Belgique francophone)
Pour les articles homonymes, voir Ultratop 50 Singles.
L'Ultratop 50 Singles est le seul classement officiel et hebdomadaire des meilleures ventes, téléchargements, streaming et diffusions en radio  des singles en Belgique francophone (Région wallonne et Bruxelles-Capitale). Son équivalent en Flandre est l'Ultratop 50 Singles (Belgique néerlandophone). Ces deux classements sont produits et publiés par l'asbl Ultratop. Ces marchés sont observés par la société GfK. Au départ constitué de 40 titres, ce qui lui vaut l'appellation de "Ultratop 40", l'Ultratop Singles de Belgique francophone passe à 50 titres en 2010.

## Diffusion
L'Ultratop 50 Singles est diffusé sur Bel RTL jusqu'au 7 juillet 2007. Le classement fut ensuite diffusé jusqu'au 25 juin 2016 les samedis de 14 h à 17 h sur Radio Contact, présenté par « Le S ». Avant de revenir le 16 février 2019 sur Radio Contact. Il est animé tous les samedis par Valentino Palumbo de 14 h à 16 h. L'Ultratop 50 Singles est aussi diffusé en télévision au même horaire sur Radio Contact Vision.
En 2020, pour les 25 ans du classement, Radio Contact propose plusieurs classements spéciaux notamment le Top 100 des singles les plus vendus depuis 1995, extrait du Top 1000 réalisé par l'Ultratop,.
En fin 2023, elle arrête sa diffusion sur Radio Contact et elle est diffusée sur NRJ de 10 h à 12 h, le samedi.

## Liste des numéros 1 de l'Ultratop Singles

### Années 1990
| №  | Date                   | Artiste                               | Titre                                       | Nombre de semaines no 1 | Commentaires                                                                        |
| -- | ---------------------- | ------------------------------------- | ------------------------------------------- | ----------------------- | ----------------------------------------------------------------------------------- |
| 1  | 08/04/1995             | The Cranberries                       | Zombie                                      | 3                       | - Disque de platine                                                                 |
| 2  | 29/04/1995             | Alliance Ethnik & Vinia Mojica        | Respect                                     | 1                       |                                                                                     |
| 3  | 06/05/1995             | Scatman John                          | Scatman (Ski Ba Bop Ba Dop Bop)             | 1                       | - Disque de platine                                                                 |
| 4  | 13/05/1995             | Céline Dion                           | Pour que tu m'aimes encore                  | 15                      | - Disque de platine - Nouveau record de longévité au no 1 - Meilleure vente de 1995 |
| 5  | 26/08/1995             | Scatman John                          | Scatman's World                             | 9                       | - Deuxième no 1 extrait d'un même album (Scatman's World)                           |
| 6  | 28/10/1995, 18/11/1995 | Michael Jackson                       | You Are Not Alone                           | 3 (1 et 2)              |                                                                                     |
| 7  | 04/11/1995             | Céline Dion                           | Je sais pas                                 | 2                       | - Deuxième no 1 extrait d'un même album (D'eux)                                     |
| 8  | 02/12/1995             | Coolio feat. L.V.                     | Gangsta's Paradise                          | 14                      | - Disque de platine                                                                 |
| 9  | 09/03/1996             | Babylon Zoo                           | Spaceman                                    | 2                       |                                                                                     |
| 10 | 23/03/1996             | Robert Miles                          | Children                                    | 4                       | - Disque de platine                                                                 |
| 11 | 20/04/1996             | Boris                                 | Soirée disco                                | 7                       | - Disque de platine                                                                 |
| 12 | 08/06/1996             | Andrea Bocelli                        | Con te partirò                              | 5                       | - 2x Disque de platine                                                              |
| 13 | 13/07/1996             | Los del Río                           | Macarena (Bayside Boys remix)               | 4                       | - 2x Disque de platine                                                              |
| 14 | 10/08/1996             | Fugees                                | Killing Me Softly                           | 8                       | - Disque de platine - Meilleure vente de 1996                                       |
| 15 | 05/10/1996             | Spice Girls                           | Wannabe                                     | 3                       |                                                                                     |
| 16 | 26/10/1996             | Khaled                                | Aïcha                                       | 6                       | - Disque de platine                                                                 |
| 17 | 07/12/1996             | Gala                                  | Freed from Desire                           | 10                      | - 2x Disque de platine                                                              |
| 18 | 15/02/1997             | Toni Braxton                          | Un-Break My Heart                           | 5                       | - Disque de platine                                                                 |
| 19 | 22/03/1997             | Gala                                  | Let a Boy Cry                               | 7                       | - Disque de platine - Deuxième no 1 extrait d'un même album (Come Into my Life)     |
| 20 | 10/05/1997             | Ricky Martin                          | María                                       | 10                      | - 2x Disque de platine                                                              |
| 21 | 19/07/1997             | Wes                                   | Alane                                       | 9                       | - 3x Disque de platine                                                              |
| 22 | 13/09/1997             | Will Smith                            | Men in Black                                | 1                       | - Disque de platine                                                                 |
| 23 | 20/09/1997             | Elton John                            | Candle in the Wind 1997                     | 6                       | - 9x Disque de platine - Entré directement no 1 - Meilleure vente de 1997           |
| 24 | 01/11/1997             | Aqua                                  | Barbie Girl                                 | 7                       | - 4x Disque de platine                                                              |
| 25 | 20/12/1997             | Florent Pagny                         | Savoir aimer                                | 4                       |                                                                                     |
| 26 | 17/01/1998             | Nathalie Cardone                      | Hasta siempre                               | 1                       | - Disque de platine                                                                 |
| 27 | 24/01/1998             | Andrea Bocelli & Hélène Ségara        | Vivo per lei (Je vis pour elle)             | 5                       | - Disque de platine                                                                 |
| 28 | 28/02/1998             | Céline Dion                           | My Heart Will Go On                         | 10                      | - 3x Disque de platine                                                              |
| 29 | 09/05/1998             | Marianne Molina                       | Je me souviens                              | 2                       | - Disque de platine                                                                 |
| 30 | 23/05/1998             | DJ Visage                             | Formula                                     | 5                       | - 2x Disque de platine                                                              |
| 31 | 27/06/1998             | Ricky Martin                          | La copa de la vida                          | 1                       | - Disque de platine                                                                 |
| 32 | 04/07/1998             | The Tamperer feat. Maya               | Feel It                                     | 1                       | - Disque de platine                                                                 |
| 33 | 11/07/1998             | Coumba Gawlo                          | Pata Pata                                   | 2                       | - Disque de platine                                                                 |
| 34 | 25/07/1998             | Manau                                 | La Tribu de Dana                            | 8                       | - 3x Disque de platine                                                              |
| 35 | 19/09/1998             | Daniel Lavoie & Patrick Fiori & Garou | Belle                                       | 6                       | - 3x Disque de platine - Meilleure vente de 1998                                    |
| 36 | 31/10/1998             | Tarkan                                | Şımarık                                     | 4                       | - 2x Disque de platine                                                              |
| 37 | 28/11/1998             | Lââm                                  | Chanter pour ceux qui sont loin de chez eux | 5                       | - Disque de platine                                                                 |
| 38 | 02/01/1999             | Cher                                  | Believe                                     | 3                       | - 3x Disque de platine                                                              |
| 39 | 23/01/1999             | Manau                                 | Mais qui est la belette ?                   | 4                       | - Disque de platine - Deuxième no 1 extrait d'un même album (Panique celtique)      |
| 40 | 20/02/1999             | Larusso                               | Tu m'oublieras                              | 5                       | - 2x Disque de platine                                                              |
| 41 | 27/03/1999             | Britney Spears                        | ...Baby One More Time                       | 9                       | - 3x Disque de platine - Meilleure vente de 1999                                    |
| 42 | 29/05/1999             | Moos                                  | Au nom de la rose                           | 8                       | - 2x Disque de platine                                                              |
| 43 | 24/07/1999             | Lââm                                  | Jamais loin de toi                          | 4                       | - Disque de platine - Deuxième no 1 extrait d'un même album (Persévérance)          |
| 44 | 21/08/1999             | Lou Bega                              | Mambo No. 5 (A little bit of...)            | 9                       | - 3x Disque de platine                                                              |
| 45 | 23/10/1999             | Britney Spears                        | (You Drive Me) Crazy                        | 2                       | - Disque de platine - Deuxième no 1 extrait d'un même album (...Baby One More Time) |
| 46 | 06/11/1999, 01/01/2000 | R. Kelly                              | If I Could Turn Back the Hands of Time      | 11 (7 et 4)             | - 3x Disque de platine                                                              |
| 47 | 25/12/1999             | Tina Arena                            | Aller plus haut                             | 1                       |                                                                                     |

### Années 2000
| №   | Date                                           | Artiste                                                   | Titre                                              | Nombre de semaines no 1 | Commentaires |
| --- | ---------------------------------------------- | --------------------------------------------------------- | -------------------------------------------------- | ----------------------- | --- |
| 48  | 29/01/2000                                     | Axelle Red                                                | Parce que c'est toi                                | 1                       | - Disque de platine |
| 49  | 05/02/2000                                     | Hélène Ségara                                             | Il y a trop de gens qui t'aiment                   | 7                       | - Disque de platine |
| 50  | 25/03/2000                                     | All Saints                                                | Pure Shores                                        | 2                       | |
| 51  | 08/04/2000                                     | Superfunk feat. Ron Carroll                               | Lucky Star                                         | 1                       | |
| 52  | 15/04/2000                                     | Tina Arena                                                | Les 3 Cloches                                      | 3                       | - Disque de platine - Deuxième no 1 extrait d'un même album (In Deep)                                                                 |
| 53  | 06/05/2000                                     | Britney Spears                                            | Oops!... I Did It Again                            | 1                       | - Disque de platine |
| 54  | 13/05/2000                                     | Bomfunk MC's                                              | Freestyler                                         | 3                       | - 2x Disque de platine |
| 55  | 03/06/2000                                     | Yannick                                                   | Ces soirées-là                                     | 10                      | - 2x Disque de platine - Meilleure vente de 2000                                                                                      |
| 56  | 12/08/2000                                     | Anastacia                                                 | I'm Outta Love                                     | 3                       | - Disque de platine |
| 57  | 02/09/2000                                     | Philippe d'Avilla & Damien Sargue & Grégori Baquet        | Les Rois du monde                                  | 14                      | - 2x Disque de platine |
| 58  | 09/12/2000                                     | Isabelle Boulay                                           | Parle-moi                                          | 1                       | |
| 59  | 16/12/2000                                     | Garou                                                     | Seul                                               | 11                      | - Disque de platine |
| 60  | 03/03/2001                                     | Da Muttz                                                  | Wassuup!                                           | 5                       | - Disque de platine |
| 61  | 07/04/2001                                     | Daddy DJ                                                  | Daddy DJ                                           | 10                      | - 2x Disque de platine - Meilleure vente de 2001                                                                                      |
| 62  | 16/06/2001                                     | Sully Sefil                                               | J'voulais                                          | 8                       | |
| 63  | 11/08/2001                                     | Lorie                                                     | Près de moi                                        | 3                       | |
| 64  | 01/09/2001                                     | Axel Bauer & Zazie                                        | À ma place                                         | 4                       | |
| 65  | 29/09/2001                                     | Eve feat. Gwen Stefani                                    | Let Me Blow Ya Mind                                | 3                       | - Disque de platine |
| 66  | 20/10/2001                                     | Kylie Minogue                                             | Can't Get You Out of My Head                       | 8                       | - 2x Disque de platine |
| 67  | 15/12/2001                                     | Star Academy 1                                            | La Musique                                         | 10                      | - 3x Disque de platine - Entré directement no 1                                                                                       |
| 68  | 23/02/2002                                     | Garou & Céline Dion                                       | Sous le vent                                       | 1                       | - Disque de platine - Deuxième no 1 extrait d'un même album (Seul)                                                                    |
| 69  | 02/03/2002                                     | P!nk                                                      | Get the Party Started                              | 2                       | |
| 70  | 16/03/2002                                     | Mario                                                     | On se ressemble                                    | 2                       | - Entré directement no 1 |
| 71  | 30/03/2002                                     | Shakira                                                   | Whenever, Wherever                                 | 1                       | - 2x Disque de platine |
| 72  | 06/04/2002, 08/06/2002                         | Jean-Pascal                                               | L'Agitateur                                        | 9 (8 et 1)              | - 2x Disque de platine |
| 73  | 01/06/2002                                     | Tiziano Ferro                                             | Perdono                                            | 1                       | - Disque de platine |
| 74  | 15/06/2002                                     | Eminem                                                    | Without Me                                         | 3                       | - Disque de platine |
| 75  | 06/07/2002                                     | Marlène Duval & Phil Barney                               | Un enfant de toi                                   | 4                       | |
| 76  | 03/08/2002                                     | Indochine                                                 | J'ai demandé à la lune                             | 5                       | - Disque de platine |
| 77  | 07/09/2002                                     | Las Ketchup                                               | The Ketchup Song (Aserejé)                         | 17                      | - 5x Disque de platine - Nouveau record de longévité au no 1 - Meilleure vente de 2002                                                |
| 78  | 04/01/2003                                     | Star Academy 2                                            | Paris Latino                                       | 3 `                     | - Disque de platine |
| 79  | 25/01/2003                                     | Eminem                                                    | Lose Yourself                                      | 4                       | - Disque de platine |
| 80  | 22/02/2003                                     | Panjabi MC                                                | Mundian To Bach Ke                                 | 1                       | |
| 81  | 01/03/2003                                     | Alphonse Brown                                            | Le Frunkp                                          | 5                       | - Disque de platine - Meilleure vente de 2003                                                                                         |
| 82  | 05/04/2003                                     | Nolwenn Leroy                                             | Cassé                                              | 2                       | |
| 83  | 19/04/2003                                     | Kana                                                      | Plantation                                         | 5                       | - Disque de platine |
| 84  | 24/05/2003                                     | Florent Pagny                                             | Ma liberté de penser                               | 3                       | |
| 85  | 14/06/2003, 28/06/2003                         | Lorie                                                     | Sur un air latino                                  | 5 (1 et 4)              | - Disque de platine |
| 86  | 21/06/2003                                     | Pascal Obispo                                             | Fan                                                | 1                       | |
| 87  | 26/07/2003, 23/08/2003                         | The Underdog Project vs Sunclub                           | Summer Jam 2003                                    | 4 (1 et 3)              | - Disque de platine |
| 88  | 02/08/2003                                     | Jonatan Cerrada                                           | Je voulais te dire que je t'attends                | 3                       | - Disque de platine |
| 89  | 13/09/2003                                     | Diam's                                                    | DJ                                                 | 3                       | - Disque de platine |
| 90  | 04/10/2003                                     | Jocelyne Labylle & Cheela feat. Jacob Desvarieux & Passi  | Laisse parler les gens                             | 2                       | - Disque de platine |
| 91  | 18/10/2003                                     | Star Academy 3                                            | La bamba                                           | 4                       | - Disque de platine |
| 92  | 15/11/2003                                     | Tragédie                                                  | Hey oh                                             | 8                       | - Disque de platine |
| 93  | 10/01/2004                                     | Star Academy 3                                            | L'Orange / Wot                                     | 2                       | |
| 94  | 24/01/2004                                     | The Black Eyed Peas                                       | Shut Up                                            | 3                       | - Disque de platine |
| 95  | 14/02/2004                                     | Kareen Antonn & Bonnie Tyler                              | Si demain... (Turn Around)                         | 8                       | - Disque de platine |
| 96  | 10/04/2004                                     | Usher feat. Lil Jon & Ludacris                            | Yeah!                                              | 5                       | - Disque de platine |
| 97  | 15/05/2004                                     | O-Zone                                                    | Dragostea din tei                                  | 11                      | - 2x Disque de platine - Meilleure vente de 2004                                                                                      |
| 98  | 31/07/2004                                     | K. Maro                                                   | Femme Like U (Donne-moi ton corps)                 | 11                      | - Disque de platine |
| 99  | 16/10/2004                                     | Star Academy 4                                            | Laissez-moi danser                                 | 6                       | |
| 100 | 27/11/2004                                     | Tragédie                                                  | Gentleman                                          | 3                       | |
| 101 | 18/12/2004                                     | Garou & Michel Sardou                                     | La Rivière de notre enfance                        | 5                       | |
| 102 | 22/01/2005                                     | Starsailor                                                | Four to the Floor (Thin White Duke remix)          | 4                       | |
| 103 | 19/02/2005                                     | Solidarité Asie                                           | Ensemble                                           | 2                       | |
| 104 | 05/03/2005                                     | Amel Bent                                                 | Ma philosophie                                     | 7                       | |
| 105 | 23/04/2005                                     | Ilona Mitrecey                                            | Un monde parfait                                   | 12                      | - Disque de platine |
| 106 | 16/07/2005                                     | Crazy Frog                                                | Axel F                                             | 13                      | - 2x Disque de platine - Meilleure vente de 2005                                                                                      |
| 107 | 15/10/2005                                     | Star Academy 5                                            | Je ne suis pas un héros                            | 1                       | |
| 108 | 22/10/2005                                     | Crazy Frog                                                | Popcorn                                            | 2                       | - Deuxième no 1 extrait d'un même album (Crazy Frog Presents Crazy Hits)                                                              |
| 109 | 05/11/2005                                     | Lââm                                                      | Petite Sœur                                        | 2                       | |
| 110 | 19/11/2005                                     | Madonna                                                   | Hung Up                                            | 9                       | - Disque de platine |
| 111 | 21/01/2006                                     | Kamel                                                     | Mon amour                                          | 2                       | |
| 112 | 04/02/2006                                     | Tina Arena                                                | Aimer jusqu'à l'impossible                         | 1                       | |
| 113 | 11/02/2006                                     | Juanes                                                    | La camisa negra                                    | 5                       | |
| 114 | 18/03/2006                                     | Natasha St-Pier                                           | Un ange frappe à ma porte                          | 1                       | |
| 115 | 25/03/2006, 15/04/2006, 06/05/2006             | Diam's                                                    | La Boulette (Génération nan nan)                   | 5 (1, 2 et 2)           | |
| 116 | 01/04/2006, 29/04/2006                         | Najoua Belyzel                                            | Gabriel                                            | 3 (2 et 1)              | |
| 117 | 20/05/2006                                     | Shakira feat. Wyclef Jean                                 | Hips Don't Lie                                     | 8                       | - Disque de platine - Meilleure vente de 2006                                                                                         |
| 118 | 15/07/2006                                     | Gnarls Barkley                                            | Crazy                                              | 4                       | |
| 119 | 12/08/2006                                     | La Plage                                                  | Coup de boule                                      | 8                       | |
| 120 | 07/10/2006                                     | Bob Sinclar & Cutee B feat. Dollarman & Big Ali & Makedah | Rock This Party (Everybody Dance Now)              | 5                       | |
| 121 | 11/11/2006, 25/11/2006                         | Moby & Mylène Farmer                                      | Slipping Away (Crier la vie)                       | 3 (1 et 2)              | |
| 122 | 18/11/2006                                     | Tribal King                                               | Façon Sex                                          | 1                       | |
| 123 | 09/12/2006                                     | Faudel                                                    | Mon pays                                           | 1                       | |
| 124 | 16/12/2006                                     | Fatal Bazooka                                             | Fous ta cagoule                                    | 10                      | |
| 125 | 24/02/2007                                     | Faf Larage                                                | Pas le temps                                       | 5                       | |
| 126 | 31/03/2007                                     | Fatal Bazooka feat. Vitoo                                 | Mauvaise foi nocturne (La réponse)                 | 5                       | - Deuxième no 1 extrait d'un même album (T'as vu ?)                                                                                   |
| 127 | 05/05/2007                                     | Mika                                                      | Grace Kelly                                        | 8                       | - Disque de platine - Meilleure vente de 2007                                                                                         |
| 128 | 30/06/2007                                     | Grégory Lemarchal                                         | De temps en temps                                  | 1                       | |
| 129 | 07/07/2007                                     | Christophe Willem                                         | Double je                                          | 3                       | |
| 130 | 28/07/2007                                     | Mika                                                      | Relax, Take It Easy                                | 7                       | - Disque de platine - Deuxième no 1 extrait d'un même album (Life in Cartoon Motion)                                                  |
| 131 | 15/09/2007                                     | Julien Doré                                               | Moi... Lolita                                      | 4                       | |
| 132 | 13/10/2007                                     | James Blunt                                               | 1973                                               | 2                       | |
| 133 | 27/10/2007, 08/12/2007                         | Koxie                                                     | Garçon                                             | 7 (5 et 2)              | |
| 134 | 01/12/2007                                     | Christophe Willem                                         | Jacques a dit                                      | 1                       | - Deuxième no 1 extrait d'un même album (Inventaire)                                                                                  |
| 135 | 22/12/2007                                     | Rihanna                                                   | Don't Stop the Music                               | 6                       | - Disque de platine |
| 136 | 02/02/2008, 15/03/2008                         | Yael Naim                                                 | New Soul                                           | 3 (2 et 1)              | |
| 137 | 16/02/2008                                     | Fatal Bazooka feat. Yelle                                 | Parle à ma main                                    | 4                       | - Troisième no 1 extrait d'un même album (T'as vu ?) - Meilleure vente de 2008                                                        |
| 138 | 22/03/2008                                     | Sheryfa Luna                                              | Il avait les mots                                  | 5                       | |
| 139 | 26/04/2008                                     | Madonna & Justin Timberlake feat. Timbaland               | 4 Minutes                                          | 5                       | |
| 140 | 31/05/2008                                     | Laurent Wolf feat. Eric Carter                            | No Stress                                          | 3                       | |
| 141 | 21/06/2008                                     | Enrique Iglesias feat. Nâdiya                             | Tired of Being Sorry (Laisse le destin l'emporter) | 4                       | |
| 142 | 19/07/2008, 09/09/2008                         | Amy Macdonald                                             | This Is the Life                                   | 8 (6 et 2)              | - Disque de platine |
| 143 | 30/08/2008                                     | Mylène Farmer                                             | Dégénération                                       | 1                       | |
| 144 | 20/09/2008                                     | William Baldé                                             | Rayon de soleil                                    | 2                       | |
| 145 | 04/10/2008, 01/11/2008                         | MC Solaar                                                 | Le Rabbi muffin                                    | 4 (3 et 1)              | |
| 146 | 25/10/2008                                     | Madcon                                                    | Beggin'                                            | 1                       | |
| 147 | 08/11/2008                                     | Grégoire                                                  | Toi + Moi                                          | 12                      | - Entré directement no 1 |
| 148 | 31/01/2009                                     | Katy Perry                                                | Hot n Cold                                         | 2                       | |
| 149 | 14/02/2009, 04/04/2009                         | Lady Gaga                                                 | Poker Face                                         | 9 (6 et 3)              | - Disque de platine - Meilleure vente de 2009                                                                                         |
| 150 | 28/03/2009                                     | Les Enfoirés                                              | Ici les Enfoirés                                   | 1                       | |
| 151 | 25/04/2009                                     | Flo Rida feat. Ke$ha                                      | Right Round                                        | 1                       | |
| 152 | 02/05/2009                                     | James Morrison feat. Nelly Furtado                        | Broken Strings                                     | 1                       | |
| 153 | 09/05/2009                                     | Calogero                                                  | C'est dit                                          | 3                       | |
| 154 | 30/05/2009                                     | The Black Eyed Peas                                       | Boom Boom Pow                                      | 5                       | - Disque de platine |
| 155 | 04/07/2009                                     | David Guetta feat. Kelly Rowland                          | When Love Takes Over                               | 4                       | |
| 156 | 01/08/2009, 12/09/2009, 26/09/2009, 07/11/2009 | The Black Eyed Peas                                       | I Gotta Feeling                                    | 8 (5, 1, 1 et 1)        | - 2x Disque de platine - Deuxième no 1 extrait d'un même album (The E.N.D.)                                                           |
| 157 | 05/09/2009, 19/09/2009, 14/11/2009             | David Guetta feat. Akon                                   | Sexy Bitch                                         | 3 (1, 1 et 1)           | - Disque de platine - Deuxième no 1 extrait d'un même album (One Love)                                                                |
| 158 | 03/10/2009, 08/05/2010, 22/05/2010             | Stromae                                                   | Alors on danse                                     | 8 (5, 1 et 2)           | - 3x Disque de platine - Plus grand écart entre deux positions à la 1re place (26 semaines) - Meilleur score du top de tous les temps |
| 159 | 21/11/2009, 26/12/2009                         | The Black Eyed Peas                                       | Meet Me Halfway                                    | 5 (2 et 3)              | - 2x Disque de platine - Troisième no 1 extrait d'un même album (The E.N.D.)                                                          |
| 160 | 05/12/2009                                     | The Champions                                             | We Are the Best                                    | 3                       | - Entré directement no 1 |

### Années 2010
| №   | Date                               | Artiste                                                       | Titre                                      | Nombre de semaines no 1 | Commentaires |
| --- | ---------------------------------- | ------------------------------------------------------------- | ------------------------------------------ | ----------------------- | --- |
| 161 | 16/01/2010                         | Ke$ha                                                         | Tik Tok                                    | 6                       | - Disque de platine |
| 162 | 27/02/2010                         | Artists for Haiti                                             | We Are the World 25 for Haiti              | 1                       | |
| 163 | 06/03/2010                         | David Guetta feat. Kid Cudi                                   | Memories                                   | 4                       | - Disque de platine - Troisième no 1 extrait d'un même album (One Love)                                                                    |
| 164 | 03/04/2010, 15/05/2010             | Lady Gaga & Beyoncé                                           | Telephone                                  | 6 (5 et 1)              | |
| 165 | 05/06/2010                         | Tom Dice                                                      | Me and My Guitar                           | 2                       | - Disque de platine - Chanson représentant la Belgique à l'Eurovision 2010                                                                 |
| 166 | 19/06/2010, 28/08/2010             | Shakira feat. Freshlyground                                   | Waka Waka (This Time for Africa)           | 8 (7 et 1)              | - Disque de platine - Meilleure vente de 2010                                                                                              |
| 167 | 07/08/2010, 04/09/2010             | Yolanda Be Cool & DCUP                                        | We No Speak Americano                      | 4 (3 et 1)              | - Disque de platine |
| 168 | 11/09/2010                         | Eminem feat. Rihanna                                          | Love the Way You Lie                       | 3                       | |
| 169 | 02/10/2010                         | Taio Cruz                                                     | Dynamite                                   | 1                       | |
| 170 | 09/10/2010, 30/10/2010             | Rihanna                                                       | Only Girl (In the World)                   | 3 (2 et 1)              | - Disque de platine |
| 171 | 23/10/2010, 20/11/2010             | Duck Sauce                                                    | Barbra Streisand                           | 2 (1 et 1)              | - Disque de platine |
| 172 | 06/11/2010                         | Shakira feat. Dizzee Rascal                                   | Loca                                       | 2                       | - Deuxième no 1 extrait d'un même album (Sale el sol)                                                                                      |
| 173 | 27/11/2010                         | The Black Eyed Peas                                           | The Time (Dirty Bit)                       | 7                       | - Disque de platine |
| 174 | 15/01/2011                         | David Guetta feat. Rihanna                                    | Who's That Chick?                          | 1                       | |
| 175 | 22/01/2011                         | Britney Spears                                                | Hold It Against Me                         | 1                       | - Entré directement no 1 |
| 176 | 29/01/2011                         | Adele                                                         | Rolling in the Deep                        | 1                       | - 3x Disque de platine - Entré directement no 1 - Meilleure vente de 2011                                                                  |
| 177 | 05/02/2011                         | Israel Kamakawiwoʻole                                         | Over the Rainbow / What a Wonderful World  | 5                       | - Disque de platine - Single sorti en 1993                                                                                                 |
| 178 | 12/03/2011, 09/04/2011             | Jennifer Lopez feat. Pitbull                                  | On the Floor                               | 4 (3 et 1)              | - Disque de platine |
| 179 | 02/04/2011, 16/04/2011, 28/05/2011 | Snoop Dogg vs David Guetta                                    | Sweat (David Guetta remix)                 | 5 (1, 3 et 1)           | |
| 180 | 07/05/2011                         | Jessie J feat. B.o.B                                          | Price Tag                                  | 3                       | |
| 181 | 04/06/2011, 02/07/2011             | Mickaël Miro                                                  | L'horloge tourne                           | 3 (2 et 1)              | |
| 182 | 18/06/2011, 09/07/2011             | Pitbull feat. Ne-Yo & Afrojack & Nayer                        | Give Me Everything                         | 5 (2 et 3)              | - Disque de platine |
| 183 | 30/07/2011                         | Adele                                                         | Set Fire to the Rain                       | 3                       | - Disque de platine - Deuxième no 1 extrait d'un même album (21)                                                                           |
| 184 | 20/08/2011                         | Élisa Tovati & Tom Dice                                       | Il nous faut                               | 2                       | - Disque de platine |
| 185 | 03/09/2011                         | Mika                                                          | Elle me dit                                | 6                       | |
| 186 | 15/10/2011                         | Adele                                                         | Someone Like You                           | 1                       | - 2x Disque de platine - Troisième no 1 extrait d'un même album (21)                                                                       |
| 187 | 22/10/2011, 07/01/2012             | Lykke Li                                                      | I Follow Rivers (The Magician remix)       | 10 (9 et 1)             | - 2x Disque de platine |
| 188 | 24/12/2011, 14/01/2012             | Shakira                                                       | Je l'aime à mourir (La quiero a morir)     | 4 (2 et 2)              | |
| 189 | 28/01/2012                         | Michel Teló                                                   | Ai, Se eu te Pego                          | 11                      | - 2x Disque de platine |
| 190 | 14/04/2012                         | Sexion d'assaut                                               | Avant qu'elle parte                        | 2                       | |
| 191 | 28/04/2012, 12/05/2012             | Gotye feat. Kimbra                                            | Somebody That I Used to Know               | 7 (1 et 6)              | - 4x Disque de platine - Plus lente ascension au no 1 (36 semaines) - Meilleure vente de 2012                                              |
| 192 | 05/05/2012                         | Tal                                                           | Le Sens de la vie                          | 1                       | |
| 193 | 23/06/2012                         | Sam Sparro                                                    | Happiness (The Magician remix)             | 8                       | - Disque de platine |
| 194 | 18/08/2012                         | Asaf Avidan & The Mojos                                       | One Day / Reckoning Song (Wankelmut remix) | 11                      | - Disque de platine |
| 195 | 03/11/2012                         | Adele                                                         | Skyfall                                    | 4                       | - Disque de platine |
| 196 | 01/12/2012                         | Psy                                                           | Gangnam Style                              | 7                       | - 2x Disque de platine |
| 197 | 19/01/2013                         | Will.i.am & Britney Spears                                    | Scream and Shout                           | 5                       | - 2x Disque de platine |
| 198 | 23/02/2013                         | Macklemore & Ryan Lewis feat. Wanz                            | Thrift Shop                                | 8                       | |
| 199 | 20/04/2013                         | Maître Gims                                                   | J'me tire                                  | 1                       | - Disque de platine |
| 200 | 27/04/2013                         | Daft Punk feat. Pharrell Williams & Nile Rodgers              | Get Lucky                                  | 7                       | - 2x Disque de platine - Entré directement no 1                                                                                            |
| 201 | 15/06/2013                         | Stromae                                                       | Formidable                                 | 7                       | - 3x Disque de platine - Entré directement no 1                                                                                            |
| 202 | 03/08/2013, 24/08/2013             | Stromae                                                       | Papaoutai                                  | 3 (2 et 1)              | - 3x Disque de platine - Artiste s'auto-détrônant - Deuxième no 1 extrait d'un même album (Racine carrée) - Meilleure vente de 2013        |
| 203 | 17/08/2013                         | Avicii feat. Aloe Blacc                                       | Wake Me Up!                                | 1                       | - 4x Disque de platine |
| 204 | 31/08/2013                         | Martin Garrix                                                 | Animals                                    | 11                      | - 2x Disque de platine |
| 205 | 16/11/2013                         | DVBBS & Borgeous                                              | Tsunami                                    | 1                       | - 2x Disque de platine |
| 206 | 23/11/2013                         | Lorde                                                         | Royals                                     | 1                       | |
| 207 | 30/11/2013, 28/12/2013             | Stromae                                                       | Tous les mêmes                             | 5 (3 et 2)              | - Disque de platine - Troisième no 1 extrait d'un même album (Racine carrée)                                                               |
| 208 | 21/12/2013                         | Avicii feat. Dan Tyminski                                     | Hey Brother                                | 1                       | - Disque de platine - Deuxième no 1 extrait d'un même album (True)                                                                         |
| 209 | 11/01/2014, 26/04/2014, 17/05/2014 | Pharrell Williams                                             | Happy                                      | 17 (12, 1 et 4)         | - 4x Disque de platine - Égalisation du record de longévité au no 1 - Meilleure vente de 2014 - Meilleur score du Top 1000 Ultratop 25 ans |
| 210 | 12/04/2014, 07/06/2014             | Milky Chance                                                  | Stolen Dance                               | 4 (2 et 2)              | |
| 211 | 03/05/2014                         | Coldplay                                                      | Midnight                                   | 1                       | - Entré directement no 1 |
| 212 | 10/05/2014                         | Coldplay                                                      | A Sky Full of Stars                        | 1                       | - 2x Disque de platine - Entré directement no 1 - Artistes s'auto-détrônant - Deuxième no 1 extrait d'un même album (Ghost Stories)        |
| 213 | 21/06/2014                         | Pitbull feat. Jennifer Lopez & Cláudia Leitte                 | We Are One (Ole Ola)                       | 1                       | |
| 214 | 28/06/2014                         | Magic System feat. Chawki                                     | Magic in the Air                           | 3                       | |
| 215 | 19/07/2014                         | Lilly Wood and the Prick & Robin Schulz                       | Prayer in C (Robin Schulz remix)           | 15                      | - Disque de platine |
| 216 | 01/11/2014, 27/12/2014             | David Guetta feat. Sam Martin                                 | Dangerous                                  | 9 (7 et 2)              | |
| 217 | 20/12/2014                         | Selah Sue                                                     | Alone                                      | 1                       | |
| 218 | 10/01/2015                         | Mark Ronson feat. Bruno Mars                                  | Uptown Funk                                | 6                       | - Disque de platine |
| 219 | 21/02/2015                         | Christine and the Queens                                      | Christine                                  | 5                       | - 2x Disque de platine |
| 220 | 28/03/2015                         | OMI                                                           | Cheerleader (Felix Jaehn remix)            | 7                       | - 2x Disque de platine - Meilleure vente de 2015                                                                                           |
| 221 | 16/05/2015                         | Alice on the Roof                                             | Easy Come Easy Go                          | 1                       | |
| 222 | 23/05/2015, 13/06/2015, 11/07/2015 | Feder feat. Lyse                                              | Goodbye                                    | 4 (1, 2 et 1)           | - Disque de platine |
| 223 | 30/05/2015                         | Loïc Nottet                                                   | Rhythm Inside                              | 2                       | - Chanson représentant la Belgique à l'Eurovision 2015 - Bond de la 33e à la 1re place                                                     |
| 224 | 27/06/2015                         | Marina Kaye                                                   | Homeless                                   | 2                       | |
| 225 | 18/07/2015                         | Lost Frequencies feat. Janieck Devy                           | Reality                                    | 5                       | - 4x Disque de platine |
| 226 | 28/08/2015, 12/09/2015             | Nicky Jam & Enrique Iglesias                                  | El perdón                                  | 3 (2 et 1)              | - Disque de platine |
| 227 | 05/09/2015                         | Mylène Farmer & Sting                                         | Stolen Car                                 | 1                       | - Entré directement no 1 |
| 228 | 19/09/2015                         | Calvin Harris & Disciples                                     | How Deep Is Your Love                      | 4                       | |
| 229 | 17/10/2015                         | Matt Simons                                                   | Catch and Release (Deepend Remix)          | 2                       | |
| 230 | 31/10/2015                         | Adele                                                         | Hello                                      | 18                      | - 3x Disque de platine - Entré directement no 1 - Nouveau record de longévité au no 1                                                      |
| 231 | 05/03/2016                         | Rihanna feat. Drake                                           | Work                                       | 1                       | |
| 232 | 12/03/2016                         | Yall feat. Gabriela Richardson                                | Hundred Miles                              | 3                       | |
| 233 | 02/04/2016                         | Alan Walker feat. Iselin Solheim                              | Faded                                      | 2                       | - 2x Disque de platine |
| 234 | 30/04/2016, 21/05/2016             | Mike Posner                                                   | I Took a Pill in Ibiza (SeeB remix)        | 4 (2 et 2)              | - 3x Disque de platine |
| 235 | 14/05/2016                         | Sia feat. Sean Paul                                           | Cheap Thrills                              | 1                       | - 3x Disque de platine - Meilleur score de 2016                                                                                            |
| 236 | 04/06/2016, 03/09/2016             | Kungs vs Cookin' on 3 Burners feat. Kylie Auldist             | This Girl                                  | 11 (9 et 2)             | - 2x Disque de platine |
| 237 | 06/08/2016                         | Justin Timberlake                                             | Can't Stop the Feeling!                    | 4                       | - 4x Disque de platine |
| 238 | 17/09/2016, 08/10/2016             | Lost Frequencies feat. Sandro Cavazza                         | Beautiful Life                             | 3 (2 et 1)              | - 2x Disque de platine - Deuxième no 1 extrait d'un même album (Less is More)                                                              |
| 239 | 01/10/2016                         | Major Lazer feat. Justin Bieber & MØ                          | Cold Water                                 | 1                       | - 2x Disque de platine |
| 240 | 15/10/2016                         | Møme feat Merryn Jeann                                        | Aloha                                      | 1                       | |
| 241 | 22/10/2016, 17/12/2016             | LP                                                            | Lost on You                                | 4 (3 et 1)              | |
| 242 | 12/11/2016                         | Sia feat. Kendrick Lamar                                      | The Greatest                               | 2                       | - Disque de platine - Deuxième no 1 extrait d'un même album (This Is Acting)                                                               |
| 243 | 26/11/2016, 31/12/2016             | Rag'n'Bone Man                                                | Human                                      | 3 (1 et 2)              | - Disque de platine |
| 244 | 03/12/2016, 24/12/2016             | The Weeknd feat. Daft Punk                                    | Starboy                                    | 3 (2 et 1)              | - 2x Disque de platine |
| 245 | 14/01/2017                         | Clean Bandit feat. Sean Paul & Anne-Marie                     | Rockabye                                   | 3                       | - 2x Disque de platine |
| 246 | 04/02/2017                         | Ed Sheeran                                                    | Shape of You                               | 15                      | - 7x Disque de platine - Meilleur score de 2017                                                                                            |
| 247 | 20/05/2017                         | Luis Fonsi & Daddy Yankee feat. Justin Bieber                 | Despacito (remix)                          | 15                      | - 5x Disque de platine |
| 248 | 02/09/2017                         | Calvin Harris feat. Pharrell Williams & Katy Perry & Big Sean | Feels                                      | 5                       | - Disque de platine |
| 249 | 07/10/2017                         | Niska                                                         | Réseaux                                    | 3                       | |
| 250 | 28/10/2017                         | Kalash feat. Damso                                            | Mwaka Moon                                 | 3                       | |
| 251 | 18/11/2017                         | Ed Sheeran & Beyoncé                                          | Perfect Duet                               | 13                      | - 3x Disque de platine - Deuxième no 1 extrait d'un même album (÷)                                                                         |
| 252 | 17/02/2018, 17/03/2018             | Therapie Taxi feat. Roméo Elvis                               | Hit Sale                                   | 5 (3 et 2)              | |
| 253 | 10/03/2018, 31/03/2018             | Lost Frequencies & Zonderling                                 | Crazy                                      | 2 (1 et 1)              | - 3x Disque de platine |
| 254 | 07/04/2018                         | Maître Gims & Vianney                                         | La Même                                    | 11                      | - 2x Disque de platine - Meilleur score de 2018                                                                                            |
| 255 | 23/06/2018                         | Damso                                                         | Smog                                       | 1                       | - Entré directement no 1 |
| 256 | 30/06/2018                         | Calvin Harris & Dua Lipa                                      | One Kiss                                   | 9                       | - 2x Disque de platine |
| 257 | 01/09/2018                         | Clean Bandit feat. Demi Lovato                                | Solo                                       | 4                       | - Disque de platine - Deuxième no 1 extrait d'un même album (What Is Love?)                                                                |
| 258 | 29/09/2018, 01/12/2018             | Dynoro & Gigi D'Agostino                                      | In My Mind                                 | 11 (8 et 3)             | - 2x Disque de platine |
| 259 | 24/11/2018                         | Orelsan feat. Damso                                           | Rêves bizarres                             | 1                       | - Entré directement no 1 |
| 260 | 22/12/2018                         | Angèle feat. Roméo Elvis                                      | Tout oublier                               | 12                      | - 3x Disque de platine |
| 261 | 16/03/2019                         | Ava Max                                                       | Sweet but Psycho                           | 1                       | - 2x Disque de platine |
| 262 | 23/03/2019                         | Calvin Harris & Rag'n'Bone Man                                | Giant                                      | 1                       | - Disque de platine |
| 263 | 30/03/2019                         | PNL                                                           | Au DD                                      | 4                       | - Disque de platine - Entré directement no 1                                                                                               |
| 264 | 27/04/2019                         | Angèle                                                        | Balance ton quoi                           | 7                       | - 4x Disque de platine - Deuxième no 1 extrait d'un même album (Brol)                                                                      |
| 265 | 15/06/2019                         | Nekfeu feat. Damso                                            | Tricheur                                   | 1                       | - Entré directement no 1 |
| 266 | 22/06/2019                         | Lil Nas X feat. Billy Ray Cyrus                               | Old Town Road (remix)                      | 12                      | - 4x Disque de platine - Meilleur score de 2019                                                                                            |
| 267 | 14/09/2019                         | Shawn Mendes & Camila Cabello                                 | Señorita                                   | 3                       | - 3x Disque de platine |
| 268 | 05/10/2019                         | Tones and I                                                   | Dance Monkey                               | 17                      | - 5x Disque de platine |

### Années 2020
| №   | Date                               | Artiste                                    | Titre                           | Nombre de semaines no 1 | Commentaires |
| --- | ---------------------------------- | ------------------------------------------ | ------------------------------- | ----------------------- | --- |
| 269 | 01/02/2020, 28/03/2020             | The Weeknd                                 | Blinding Lights                 | 12 (7 et 5)             | - 4x Disque de platine - Meilleur score de 2020                                                                     |
| 270 | 21/03/2020                         | Ninho                                      | Lettre à une femme              | 1                       | - Disque de platine                                                                                                 |
| 271 | 02/05/2020                         | SAINt JHN                                  | Roses (Imanbek remix)           | 3                       | - 3x Disque de platine                                                                                              |
| 272 | 23/05/2020                         | Nea                                        | Some Say (Felix Jaehn remix)    | 2                       | - Disque de platine                                                                                                 |
| 273 | 06/06/2020                         | Topic feat. A7S                            | Breaking Me                     | 2                       | - 2x Disque de platine                                                                                              |
| 274 | 20/06/2020                         | Bosh                                       | Djomb                           | 3                       | - Disque de platine                                                                                                 |
| 275 | 11/07/2020                         | The Weeknd                                 | In Your Eyes                    | 5                       | - Disque de platine - Deuxième no 1 extrait d'un même album (After Hours)                                           |
| 276 | 15/08/2020                         | Black Eyed Peas & Ozuna & J. Rey Soul      | Mamacita                        | 1                       | - Disque de platine                                                                                                 |
| 277 | 22/08/2020, 03/10/2020             | Master KG feat. Burna Boy & Nomcebo Zikode | Jerusalema (remix)              | 10 (5 et 5)             | - 2x Disque de platine                                                                                              |
| 278 | 26/09/2020                         | Damso feat. Hamza                          | BXL Zoo                         | 1                       | - Entré directement no 1                                                                                            |
| 279 | 07/11/2020, 13/03/2021             | Dua Lipa feat. Angèle                      | Fever                           | 18 (17 et 1)            | - 3x Disque de platine - Entré directement no 1 - Égalisation du record de longévité au no 1                        |
| 280 | 06/03/2021, 20/03/2021, 15/05/2021 | The Weeknd                                 | Save Your Tears                 | 12 (1, 7 et 4)          | - Disque de platine - Troisième no 1 extrait d'un même album (After Hours) - Meilleur score de 2021                 |
| 281 | 08/05/2021                         | Damso                                      | Morose                          | 1                       | - Disque de platine - Entré directement no 1                                                                        |
| 282 | 12/06/2021, 03/07/2021             | P!nk & Willow Sage Hart                    | Cover Me In Sunshine            | 5 (1 et 4)              | - Disque de platine                                                                                                 |
| 283 | 19/06/2021                         | Soso Maness feat. PLK                      | Petrouchka                      | 2                       | |
| 284 | 31/07/2021                         | Kungs                                      | Never Going Home                | 1                       | |
| 285 | 07/08/2021, 09/10/2021             | Ed Sheeran                                 | Bad Habits                      | 9 (8 et 1)              | |
| 286 | 02/10/2021, 16/10/2021             | The Kid Laroi & Justin Bieber              | Stay                            | 2 (1 et 1)              | - 2x Disque de platine                                                                                              |
| 287 | 23/10/2021                         | Stromae                                    | Santé                           | 1                       | - 2x Disque de platine - Entré directement no 1                                                                     |
| 288 | 30/10/2021, 13/11/2021, 11/12/2021 | Angèle                                     | Bruxelles je t'aime             | 8 (1, 1 et 6)           | - 2x Disque de platine - Entré directement no 1                                                                     |
| 289 | 06/11/2021, 20/11/2021             | Elton John & Dua Lipa                      | Cold Heart (Pnau remix)         | 2 (1 et 1)              | |
| 290 | 27/11/2021                         | Adele                                      | Easy on Me                      | 2                       | - Disque de platine                                                                                                 |
| 291 | 22/01/2022, 26/02/2022, 16/04/2022 | Stromae                                    | L'Enfer                         | 10 (2, 6 et 2)          | - 3x Disque de platine - Deuxième no 1 extrait d'un même album (Multitude)                                          |
| 292 | 05/02/2022, 09/04/2022             | Gayle                                      | ABCDEFU                         | 4 (3 et 1)              | |
| 293 | 30/04/2022                         | Harry Styles                               | As It Was                       | 9                       | - Meilleur score de 2022                                                                                            |
| 294 | 02/07/2022                         | Fresh                                      | Chop (Nouvelle école)           | 3                       | - Entré directement no 1                                                                                            |
| 295 | 23/07/2022                         | Rema                                       | Calm Down                       | 12                      | - 2x Disque de platine                                                                                              |
| 296 | 15/10/2022, 05/11/2022, 07/01/2023 | David Guetta & Bebe Rexha                  | I'm Good (Blue)                 | 4 (1, 2 et 1)           | |
| 297 | 22/10/2022                         | OneRepublic                                | I Ain't Worried                 | 2                       | - Disque de platine                                                                                                 |
| 298 | 19/11/2022                         | Sam Smith & Kim Petras                     | Unholy                          | 2                       | - 2x Disque de platine                                                                                              |
| 299 | 03/12/2022                         | Rosa Linn                                  | Snap                            | 3                       | - Chanson représentant l'Arménie à l'Eurovision 2022                                                                |
| 300 | 24/12/2022                         | Rihanna                                    | Lift Me Up                      | 1                       | |
| 301 | 31/12/2022, 30/12/2023             | Mariah Carey                               | All I Want for Christmas Is You | 2 (1 et 1)              | - Single sorti en 1994                                                                                              |
| 302 | 14/01/2023                         | Måneskin                                   | The Loneliest                   | 2                       | - Disque de platine                                                                                                 |
| 303 | 28/01/2023                         | Miley Cyrus                                | Flowers                         | 20                      | - 3x Disque de platine - Nouveau record de longévité au no 1 - Meilleur score de 2023                               |
| 304 | 17/06/2023                         | Loreen                                     | Tattoo                          | 6                       | - 2x Disque de platine - Chanson représentant la Suède à l'Eurovision 2023 - Chanson vainqueur de l'Eurovision 2023 |
| 305 | 29/07/2023                         | Dua Lipa                                   | Dance the Night                 | 13                      | - Disque de platine                                                                                                 |
| 306 | 28/09/2023, 09/12/2023             | Íñigo Quintero                             | Si No Estás                     | 6 (5 et 1)              | |
| 307 | 02/12/2023                         | Kenya Grace                                | Strangers                       | 1                       | |
| 308 | 16/12/2023                         | Sia                                        | Gimme Love                      | 2                       | |
| 309 | 06/01/2024, 10/02/2024             | Dua Lipa                                   | Houdini                         | 5 (4 et 1)              | - Disque de platine                                                                                                 |
| 310 | 03/02/2024                         | Teddy Swims                                | Lose Control                    | 1                       | - Disque de platine                                                                                                 |
| 311 | 17/02/2024                         | Pierre Garnier                             | Ceux qu'on était                | 5                       | - 2x Disque de platine - Entré directement no 1                                                                     |
| 312 | 23/03/2024, 08/06/2024             | Benson Boone                               | Beautiful Things                | 10 (9 et 1)             | - 3x Disque de platine - Meilleur score de 2024                                                                     |
| 313 | 25/05/2024, 15/06/2024, 13/07/2024 | Carbonne                                   | Imagine                         | 4 (2, 1 et 1)           | - 2x Disque de platine                                                                                              |
| 314 | 22/06/2024                         | Sabrina Carpenter                          | Espresso                        | 1                       | - 2x Disque de platine                                                                                              |
| 315 | 29/06/2024, 20/07/2024             | Gims & Dystinct                            | Spider                          | 9 (1 et 8)              | - 3x Disque de platine                                                                                              |
| 316 | 14/09/2024, 02/11/2024             | Gims                                       | Sois pas timide                 | 10 (5 et 5)             | - Disque de platine - Artiste s'auto-détrônant - Deuxième no 1 extrait d'un même album (Le Nord se souvient)        |
| 317 | 19/10/2024                         | SDM                                        | Cartier Santos                  | 2                       | |
| 318 | 07/12/2024, 28/12/2024             | Stromae & Pomme                            | Ma meilleure ennemie            | 4 (1 et 3)              | |
| 319 | 14/12/2024                         | Gazo                                       | Nanani Nanana                   | 2                       | |

Note : Les seuils sont :
- Pour les disques d’or : 10 000 pour le répertoire belge ou chanté en néerlandais/français, 20 000 pour le reste
- Pour les disques de platine : 20 000 pour le répertoire belge ou chanté en néerlandais/français, 40 000 pour le reste

## Records

### Liste des singles restés le plus longtempsno1
| Semaines | Titre                                      | Artiste(s)                                         | Année |
| -------- | ------------------------------------------ | -------------------------------------------------- | ----- |
| 20       | Flowers                                    | Miley Cyrus                                        | 2023  |
| 18       | Hello                                      | Adele                                              | 2015  |
| 18       | Fever                                      | Dua Lipa feat. Angèle                              | 2020  |
| 17       | The Ketchup Song (Aserejé)                 | Las Ketchup                                        | 2002  |
| 17       | Happy                                      | Pharrell Williams                                  | 2013  |
| 17       | Dance Monkey                               | Tones and I                                        | 2019  |
| 15       | Pour que tu m'aimes encore                 | Céline Dion                                        | 1995  |
| 15       | Shape of You                               | Ed Sheeran                                         | 2017  |
| 15       | Despacito (remix)                          | Luis Fonsi & Daddy Yankee feat. Justin Bieber      | 2017  |
| 14       | Gangsta's Paradise                         | Coolio feat. L.V.                                  | 1995  |
| 14       | Les Rois du monde                          | Philippe d'Avilla & Damien Sargue & Grégori Baquet | 2000  |
| 13       | Axel F                                     | Crazy Frog                                         | 2005  |
| 13       | Perfect Duet                               | Ed Sheeran & Beyoncé                               | 2017  |
| 13       | Dance the Night                            | Dua Lipa                                           | 2023  |
| 12       | Un monde parfait                           | Ilona Mitrecey                                     | 2005  |
| 12       | Toi + Moi                                  | Grégoire                                           | 2008  |
| 12       | Tout oublier                               | Angèle feat. Roméo Elvis                           | 2018  |
| 12       | Old Town Road (remix)                      | Lil Nas X feat. Billy Ray Cyrus                    | 2019  |
| 12       | Blinding Lights                            | The Weeknd                                         | 2019  |
| 12       | Save Your Tears                            | The Weeknd                                         | 2021  |
| 12       | Calm Down                                  | Rema                                               | 2022  |
| 11       | If I Could Turn Back The Hands Of Time     | R. Kelly                                           | 1999  |
| 11       | Seul                                       | Garou                                              | 2000  |
| 11       | Dragostea din tei                          | O-Zone                                             | 2004  |
| 11       | Femme Like U (Donne-moi ton corps)         | K-Maro                                             | 2004  |
| 11       | Ai, Se eu te Pego                          | Michel Teló                                        | 2012  |
| 11       | One Day / Reckoning Song (Wankelmut remix) | Asaf Avidan & The Mojos                            | 2012  |
| 11       | Animals                                    | Martin Garrix                                      | 2013  |
| 11       | This Girl                                  | Kungs vs Cookin' on 3 Burners feat. Kylie Auldist  | 2016  |
| 11       | La Même                                    | Maître Gims & Vianney                              | 2018  |
| 11       | In My Mind                                 | Dynoro & Gigi D'Agostino                           | 2018  |
| 10       | Freed from Desire                          | Gala                                               | 1996  |
| 10       | María                                      | Ricky Martin                                       | 1997  |
| 10       | My Heart Will Go On                        | Céline Dion                                        | 1998  |
| 10       | Ces soirées-là                             | Yannick                                            | 2000  |
| 10       | Daddy DJ                                   | Daddy DJ                                           | 2001  |
| 10       | La Musique                                 | Star Academy 1                                     | 2001  |
| 10       | Fous ta cagoule                            | Fatal Bazooka                                      | 2006  |
| 10       | I Follow Rivers (The Magician remix)       | Lykke Li                                           | 2011  |
| 10       | Jerusalema (remix)                         | Master KG feat. Burna Boy & Nomcebo Zikode         | 2020  |
| 10       | L'Enfer                                    | Stromae                                            | 2022  |
| 10       | Beautiful Things                           | Benson Boone                                       | 2024  |
| 10       | Sois pas timide                            | Gims                                               | 2024  |

### Artistes ayant classé le plus de titres à la1replace
| Nombre | Artiste             | Titres |
| ------ | ------------------- | --- |
| 7      | David Guetta        | When Love Takes Over, Sexy Bitch, Memories, Who's That Chick?, Sweat (David Guetta remix), Dangerous, I'm Good (Blue) |
| 7      | Stromae             | Alors on danse, Formidable, Papaoutai, Tous les mêmes, Santé, L'Enfer, Ma meilleure ennemie                           |
| 6      | Adele               | Rolling in the Deep, Set Fire to the Rain, Someone Like You, Skyfall, Hello, Easy on Me                               |
| 6      | The Black Eyed Peas | Shut Up, Boom Boom Pow, I Gotta Feeling, Meet Me Halfway, The Time (Dirty Bit), Mamacita                              |
| 6      | Damso               | Mwaka Moon, Smog, Rêves bizarres, Tricheur, BXL Zoo, Morose                                                           |
| 6      | Rihanna             | Don't Stop the Music, Love the Way You Lie, Only Girl (In the World), Who's That Chick?, Work, Lift Me Up             |
| 5      | Dua Lipa            | One Kiss, Fever, Cold Heart (Pnau remix), Dance the Night, Houdini                                                    |
| 5      | Shakira             | Whenever, Wherever, Hips Don't Lie, Waka Waka (This Time for Africa), Loca, Je l'aime à mourir (La quiero a morir)    |
| 5      | Britney Spears      | ...Baby One More Time, (You Drive Me) Crazy, Oops!... I Did It Again, Hold It Against Me, Scream and Shout            |
| 4      | Angèle              | Tout oublier, Balance ton quoi, Fever, Bruxelles je t'aime                                                            |
| 4      | Céline Dion         | Pour que tu m'aimes encore, Je sais pas, My Heart Will Go On, Sous le vent                                            |
| 4      | Garou               | Belle, Seul, Sous le vent, La Rivière de notre enfance                                                                |
| 4      | Calvin Harris       | How Deep Is Your Love, Feels, One Kiss, Giant                                                                         |
| 4      | (Maître) Gims       | J'me tire, La Même, Spider, Sois pas timide                                                                           |
| 4      | Michaël Youn        | Le Frunkp, Fous ta cagoule, Mauvaise foi nocturne (La réponse), Parle à ma main                                       |
| 4      | The Weeknd          | Starboy, Blinding Lights, In Your Eyes, Save Your Tears                                                               |
| 3      | Tina Arena          | Aller plus haut, Les 3 Cloches, Aimer jusqu'à l'impossible                                                            |
| 3      | Justin Bieber       | Cold Water, Despacito (remix), Stay                                                                                   |
| 3      | Eminem              | Without Me, Lose Yourself, Love the Way You Lie                                                                       |
| 3      | Mylène Farmer       | Slipping Away (Crier la vie), Dégénération, Stolen Car                                                                |
| 3      | Lââm                | Chanter pour ceux qui sont loin de chez eux, Jamais loin de toi, Petite Sœur                                          |
| 3      | Lost Frequencies    | Reality, Beautiful Life, Crazy                                                                                        |
| 3      | Mika                | Grace Kelly, Relax, Take It Easy, Elle me dit                                                                         |
| 3      | Pitbull             | On the Floor, Give Me Everything, We Are One (Ole Ola)                                                                |
| 3      | Ed Sheeran          | Shape of You, Perfect Duet, Bad Habits                                                                                |
| 3      | Sia                 | Cheap Thrills, The Greatest, Gimme Love                                                                               |
| 3      | Pharrell Williams   | Get Lucky, Happy, Feels                                                                                               |

## Top 1000 Ultratop 25 ans
En avril 2020, pour célébrer les 25 ans de l'Ultratop Singles de Belgique francophone, Ultratop publie un classement des 1000 titres les plus vendus et écoutés durant cette période. Voici les 20 premiers titres :
| №  | Artiste                                           | Titre                                | Année |
| -- | ------------------------------------------------- | ------------------------------------ | ----- |
| 1  | Pharrell Williams                                 | Happy                                | 2013  |
| 2  | Star Academy 1                                    | La Musique                           | 2001  |
| 3  | Céline Dion                                       | Pour que tu m'aimes encore           | 1995  |
| 4  | Fatal Bazooka                                     | Fous ta cagoule                      | 2006  |
| 5  | Las Ketchup                                       | The Ketchup Song (Aserejé)           | 2002  |
| 6  | Crazy Frog                                        | Axel F                               | 2005  |
| 7  | Ed Sheeran                                        | Shape of You                         | 2017  |
| 8  | Elton John                                        | Candle in the Wind 1997              | 1997  |
| 9  | Stromae                                           | Papaoutai                            | 2013  |
| 10 | Shakira feat. Freshlyground                       | Waka Waka (This Time for Africa)     | 2010  |
| 11 | O-Zone                                            | Dragostea din tei                    | 2004  |
| 12 | Lykke Li                                          | I Follow Rivers (The Magician remix) | 2011  |
| 13 | Ilona Mitrecey                                    | Un monde parfait                     | 2005  |
| 14 | Stromae                                           | Alors on danse                       | 2009  |
| 15 | Adele                                             | Rolling in the Deep                  | 2011  |
| 16 | Gotye feat. Kimbra                                | Somebody That I Used to Know         | 2011  |
| 17 | Aqua                                              | Barbie Girl                          | 1997  |
| 18 | The Black Eyed Peas                               | I Gotta Feeling                      | 2009  |
| 19 | Luis Fonsi & Daddy Yankee feat. Justin Bieber     | Despacito (remix)                    | 2017  |
| 20 | Kungs vs Cookin' on 3 Burners feat. Kylie Auldist | This Girl                            | 2016  |